# (2308) Schilt
(2308) Schilt (1967 JM; 1926 GP; 1930 DR; 1972 TX7; 1976 UH12; 1980 VF; 1981 YM) ist ein Asteroid des mittleren Hauptgürtels, der am 6. Mai 1967 vom argentinischen Astronomen Carlos Ulrrico Cesco und dem US-amerikanischen Astronomen Arnold R. Klemola an der Yale-Columbia Southern Station am Felix-Aguilar-Observatorium (IAU-Code 077) entdeckt wurde.

## Benennung
(2308) Schilt wurde nach dem Astronomen Jan Schilt (1894–1982) benannt, der an der Columbia University tätig war. Die gemeinsame Arbeit von Schilt und Dirk Brouwer, nach dem der Asteroid (1746) Brouwer benannt ist, führte in den frühen 1960er Jahren zur Gründung der Yale-Columbia Southern Station.